# Fissidens plumula
Fissidens plumula là một loài Rêu trong họ Fissidentaceae. Loài này được Thwaites & Mitt. mô tả khoa học đầu tiên năm 1873.